# 赵铠
赵铠（1930年12月6日—），江苏苏州人，中国医学病毒学专家。1954年毕业于复旦大学。1997年当选为中国工程院院士。